# NGC 2082
NGC 2082 è una galassia della costellazione del Dorado. È una galassia a spirale intermedia (SAB(rs+)c). In origine si pensava che facesse parte del gruppo del Dorado, dal quale è stata in seguito estromessa. La galassia fu scoperta il 30 novembre 1834 da John Herschel.

## Gruppo di NGC 1947
NGC 2082 assieme a NGC 1947 e NGC 1892 forma il Gruppo di NGC 1947, costituito da tre galassie.